# Стадница (Винницкая область)
Ста́дница (укр. Стадниця) — село в Винницком районе Винницкой области Украины.
Код КОАТУУ — 0520687303. Население по переписи 2001 года составляет 1291 человек. Почтовый индекс — 23241. Телефонный код — 432.
Занимает площадь 3,63 км².
В селе действует храм Великомученика Димитрия Солунского Винницкого районного благочиния Винницкой епархии Украинской православной церкви.
На территории села расположен Центр ремесел "Дунстан"., в котором находятся мастерские народных ремесел,  Парк средневековых развлечений и Музей древней Британии под открытым небом (I-X век).
Также здесь находится современный Полигон твердых бытовых отходов. КУП «ЕкоВін» свозит сюда мусор из города Винница . В 2008 году на полигоне построили автоматизированную биогазовую станцию для спаливания мусорных газов.

## Адрес местного совета
23241, Винницкая область, Винницкий р-н, с.Стадница, ул.Шевченко, 2, тел. 58-31-69